# Cygnus X-1
Pour les articles homonymes, voir X-1.
Ne doit pas être confondu avec Cygnus X-3.
En astronomie, Cygnus X-1 est une binaire X à forte masse et fut le premier candidat trou noir clairement identifié.

## Découverte
L'étude des systèmes binaires X est à l'origine du crédit croissant de la théorie des trous noirs dans la communauté scientifique. Les observations les plus importantes ont été faites dans les galaxies proches, à commencer par la nôtre, la Voie lactée. La découverte et l'étude précise du système binaire Cygnus X-1 a permis de fournir pour la première fois une indication tangible de l'existence d'un trou noir, objet astrophysique prédit par la théorie de la relativité générale.[évasif]
Jusqu'au milieu du XXe siècle, les trous noirs n'étaient que des prédictions mathématiques. En 1965, les premières observations dignes d'intérêt eurent lieu : une étoile, HD 226868, fut repérée par Louise Webster et Paul Murdin en orbite autour d'une source de rayons X. Ils appelèrent ce système binaire présumé Cygnus X-1 (1re source X répertoriée dans la constellation du Cygne). Un peu plus tard, en 1971, Tom Bolton (en) identifia Cygnus X-1 comme un trou noir, en utilisant le télescope de l'observatoire David Dunlap à l'université de Toronto au Canada.
Les scientifiques en faveur des trous noirs[Qui ?] proposèrent à l'époque l'idée selon laquelle l'étoile HD 226868 était en orbite très serrée autour du trou noir et que de la matière qui lui était arrachée spiralait vers le trou noir, puis, atteignant son horizon, provoquait des émissions de rayons X particulièrement importantes. On[Qui ?] pensait alors que ce phénomène permettait dans le même temps à l'étoile de s'échapper de l'attraction de son voisin stellaire et que par conséquent le phénomène serait rare, ponctuel, voire jamais reproduit. Cependant, bien d'autres systèmes binaires tels que celui de Cygnus X-1 furent découverts ensuite, avec les mêmes rayonnements caractéristiques. En effet, on distingue aujourd'hui les binaires X dont le compagnon est une étoile massive (de type spectral O ou B (en)) ou de faible masse (pour les étoiles de type F à M), et qui alimentent un disque d'accrétion autour du trou noir grâce à un dépassement du lobe de Roche ou par vent stellaire respectivement.

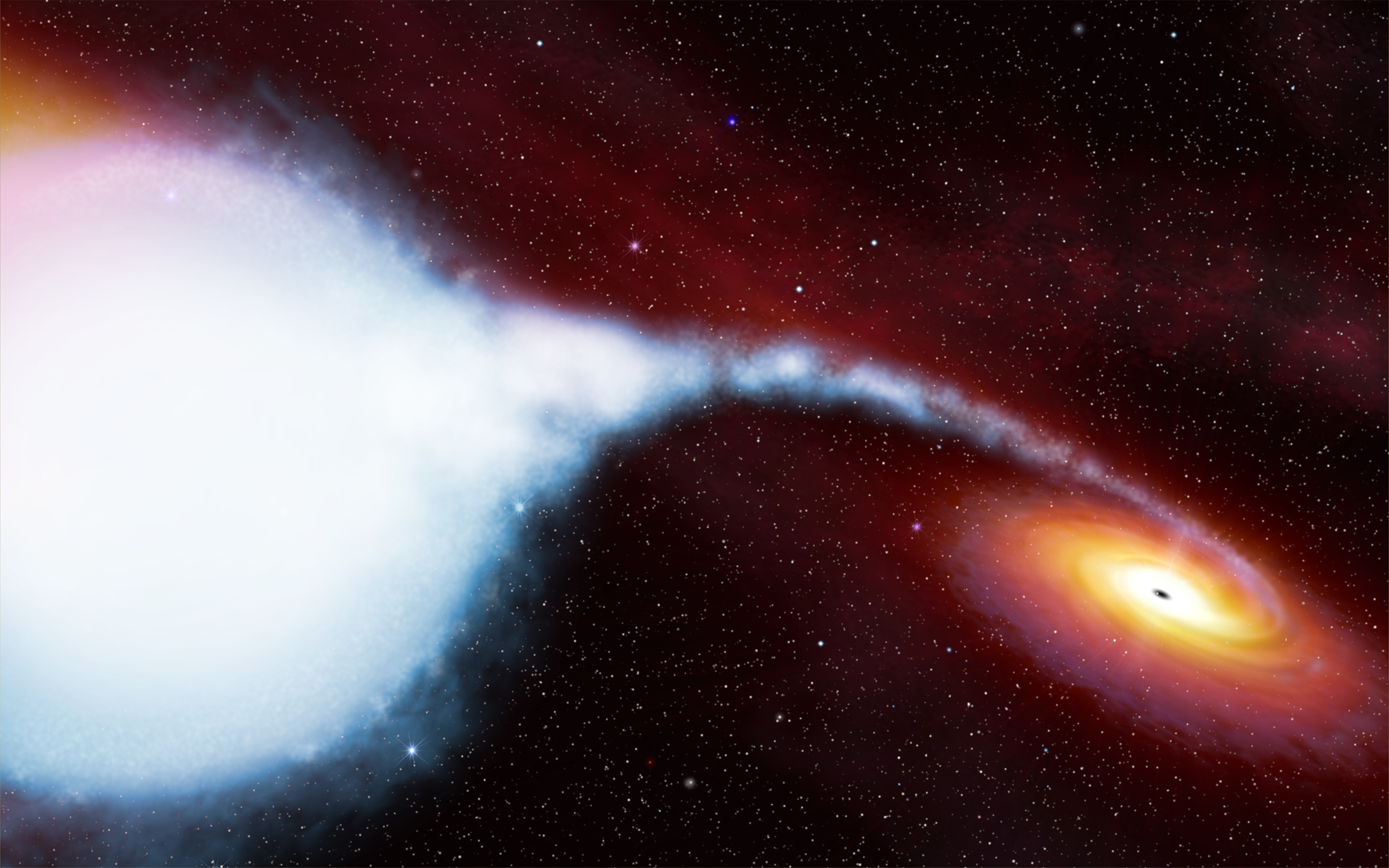
Vue d'artiste.

Les observations du satellite Uhuru en 1971 relancèrent le débat scientifique à propos de Cygnus X-1. Premièrement, elles mirent en évidence le caractère irrégulier du rayonnement X. Deuxièmement, grâce aux lois de la gravitation, si l'on connaît la période de révolution et la masse de l'étoile, on peut déterminer la plus petite masse possible de l'autre objet du système. Le satellite Uhuru permit de déterminer avec précision cette période de révolution : 5,6 jours. Ainsi fut précisée la valeur de 6 masses solaires comme masse minimale pour le corps invisible. Cette valeur est au-dessus de la masse limite maximale pour les étoiles à neutrons et est donc considérée comme un indice fort que l'objet compact de Cygnus X-1 est un trou noir.

## Caractéristiques physiques
Cygnus X-1 (qui est souvent abrégé Cyg X-1 par les astronomes) est une binaire X à forte masse, et contient une étoile supergéante comme compagnon. Ce dernier est une étoile variable avec une magnitude apparente de +8,9 (donc visible à l'œil avec de bonnes jumelles et dans de bonnes conditions). Les coordonnées de Cyg X-1 sont : ascension droite 19h 58m 21,67s et déclinaison 35° 12′ 05,77″ (pour l'époque J2000.0).
Le type spectral du compagnon stellaire dans Cyg X-1 est O9-B0, et une classe de luminosité I (supergéante). La masse de cette étoile est autour de 20 à 30 masses solaires. Le trou noir a une masse comprise entre 7 et 13 {\displaystyle M_{\odot }}. Cyg X-1 est l'une des sources persistantes dans les rayons X durs (c'est-à-dire avec une énergie plus grande que 20 keV) les plus brillantes du ciel. Cyg X-1 est située à environ 1 860 parsecs, ou à peu près 6 000 années-lumière, de distance, telle que mesurée avec le VLBA entre 2009 et 2010.
Le trou noir de Cygnus X-1 fait environ 60 km de diamètre.

## Formation
Jusqu'en 2011, les astronomes pensaient que le trou noir stellaire de Cygnus X-1 était explicable par l'explosion d'une supernova de type SN II, à partir d'une étoile au moins 30 fois plus massive que le Soleil. Or la formation d'une telle supernova entraine également la formation d'une nébuleuse, par la dispersion d'éléments résiduels. Des mesures de vitesses plus précises, et la localisation par le VLBA de ce système stellaire, situé à 6 070 années-lumière, ainsi que l’absence de nébuleuse, jettent une ombre sur ce premier scénario. Le trou noir serait dû à un simple effondrement gravitationnel, sans explosion d'une étoile  en supernova, comme les travaux des théoriciens Robert Oppenheimer, George Volkoff et Hartland Snyder le prédisent.

## Dans la culture

### Connexions musicales
En 1977, Rush enregistra une chanson à propos d'un voyage imaginaire vers Cygnus X-1. La chanson apparaît dans l'album A Farewell to Kings. Une suite à cette chanson Cygnus X-1 Book II: Hemispheres (en) est donnée en 1978 dans leur album Hemispheres qui explore les possibilités d'un « autre côté » symbolique de Cygnus X-1. En 1993, Matthias Matthew Hoffmann utilise le pseudonyme de Cygnus X pour composer ses musiques Trance dont le titre le plus connu s'appelle The Orange Theme. En 1998, l'album Gold de Bethany Curve (it) contient aussi une chanson appelée Cygnus X-1. En 2001, Weezer ont aussi proposé une chanson instrumentale du même nom pour leur quatrième album intitulé Maladroit.

### Connexions cinématographiques
Le Cygnus est le nom du vaisseau spatial qui s'apprête à explorer pour la 1re fois un trou noir dans Le Trou noir de la Walt Disney Pictures.